# Isla Olson
Olson es la isla más grande y septentrional del archipiélago conocido como Islas White, al sur de la bahía Sulzberger frente a la Costa Saunders de la Tierra de Marie Byrd en la Antártida. Sus costas estaban delineadas en forma aproximada en el mapa de la expedición antártica de Richard Byrd (1928-1930), e indicadas como «acantilados bajos de hielo» que se levantan sobre la banquisa de hielo en esa zona de la bahía.
Fue relevada en detalle por el Servicio Geológico de los Estados Unidos mediante expediciones y fotos aéreas de la armada de los Estados Unidos entre 1959 y 1965. 
Su nombre se puso en honor a Michael L. Olson, un físico de la ionosfera del programa Antártico de los Estados Unidos en la campaña de invierno de 1968, y miembro de la Base Plateau durante la campaña estival 1968-69.